# José Ángel Llamas
José Ángel Llamas Olmos (13 de octubre de 1966) es un exactor mexicano, conocido por sus papeles de Pelluco y Rodolfo en Amor descarado y en la telenovela La venganza en el papel de Luis Miguel Ariza. 
Ha estado casado con Mara Croatto desde el 29 de agosto de 2004 y tiene un hijo, Rafael Llamas (Arafa), nacido el 27 de junio de 1999.

## Biografía

### Comienzos
Graduado de la carrera de Ciencias de la Comunicación en la Universidad Latinoamericana de la Ciudad de México; se desempeñó durante 12 años como realizador, editor, camarógrafo y productor en diversos programas de televisión para Televisa, así como para la compañía María Victoria Llamas y Asociados, Multivisión y en Argos Servicios Informativos. Participó en algunos talleres de actuación en «Actores del Método», bajo la dirección de René Pereira.

### 1996-1999
En 1996 actuó en la telenovela Nada personal en un papel protagónico y por su participación en esta recibe la nominación como revelación del año a los Premios ACE que otorga la Asociación de Cronistas de Espectáculos de Nueva York y un premio especial, «El Sol de Oro», como mejor actor protagónico de telenovela en el mismo año. En 1997 participó en la obra de teatro Señora burguesa quiere muchacho joven de Alfonso Paso, con más de 100 representaciones en gira por la República Mexicana y por la que recibe un reconocimiento de la Casa de la Cultura de Irapuato, Guanajuato (México). En 1998 participó como actor invitado en la telenovela Demasiado corazón. Ese mismo año actuó en el papel estelar de la telenovela Tentaciones y realizó el programa humorístico Buenos para nada. En 1999 estelariza la telenovela El amor de mi vida, por su actuación recibe el «Premio Palmas de Oro» 1999 del Círculo Nacional de Periodistas, al Mejor Actor Protagónico y también es nominado como Mejor Actor en Los «Premios ACE» de Nueva York en 2000.

### 2000-2004
A partir de enero y hasta mayo de 2000 condujo el programa musical Domingo Azteca junto con Lisset. De septiembre de 2000 a abril de 2001 participó en la obra de teatro Cena entre amigos llegando a las 100 representaciones, por ésta es nominado a los «Premios Heraldo» y también obtiene una nominación al «Premio ACPT» como revelación en teatro de 2001. En ese mismo año protagonizó la telenovela Cara o cruz, una historia escrita por Luis Zelcowicz y Eliseo Alberto que fue transmitida en la cadena Telemundo de Estados Unidos y CNI Canal 40 de México.
Participó en la radionovela La recompensa que se transmitió entre octubre de 2001 y enero de 2002 en la estación Red W Interactiva, perteneciente a la división radio de Grupo Pegaso. En diciembre de 2001 interpretó a «Nipple», de la obra de teatro El pequeño Malcom y su lucha contra los eunucos, sustituyendo en 13 funciones al actor Demian Bichir. A lo largo de marzo, abril y mayo de 2002 condujo en Telemundo el reality show Protagonistas de novela de la productora Promofilm.
El actor viaja a Colombia y protagoniza la telenovela La venganza, de RTI Televisión para Caracol Televisión y Telemundo interpretando al personaje de Luis Miguel Ariza, por la cual recibió el «Premio INTE» 2003 como Actor del Año, galardón dirigido a honrar y resaltar a todas aquellas producciones, empresas y personalidades del mercado castellanohablante que se hayan destacado durante el año. Durante 2003 y 2004 José Ángel estelarizó Amor descarado, primera telenovela de Telemundo con RTI Televisión. Por su doble actuación estelar en ella como «Pelluco» y «Rodolfo», ganó la categoría de Mejor Actor en los «Premios ACE» 2004. Entre junio y agosto de 2004, presenta el reality show «Protagonistas de la fama VIP», que se transmitió por Telemundo en Estados Unidos y Puerto Rico.

### 2005-2009
En 2005 protagonizó en Telemundo la telenovela La ley del silencio, grabada en alta definición y la primera en ser producida en Dallas, Texas. Desde noviembre de 2005 y hasta junio de 2006 protagonizó la telenovela Corazón partido, una producción de Argos para Telemundo.
En 2007 estelariza la telenovela Amor comprado, una producción de Venevisión International y en 2008 protagonizó Vivir por ti, telenovela producción de Argos para TV Azteca. A enero de 2011 protagonizó la telenovela Prófugas del destino, también producción de TV Azteca.

### Vida personal
Llamas se convirtió al evangelismo con su esposa en 2010. Insatisfecho con la fama, el dinero y el reconocimiento que obtuvo, decidió trabajar como voluntario en la Iglesia evangélica en la que se congregan, y dejó su carrera como actor de telenovelas, de acuerdo a su entrevista en el  programa Vivencias del canal Enlace.
Su hermana es la profesora Paty Llamas. Es sobrino del actor Rafael Llamas Olaran. Su padre, José María Llamas Olaran, hermano del anterior, que emigró a México desde España en 1939 como refugiado de la guerra civil española en el barco Sinaia militó en su juventud en la Izquierda Republicana de Manuel Azaña y era hijo del afamado farmacéutico de Vitoria Ángel Llamas Torbado, hijo del eminente médico de pensamiento krausista y dirigente del Partido Republicano Autónomo Leonés Emiliano Llamas Bustamante, natural de Sahagún. Su abuelo, Ángel Llamas, era hermano de Candelas Llamas Torbado y, por tanto, cuñado del brillante matemático palentino de ascendencia sahagunense José del Corral y Herrero, amigo de Julio Rey Pastor. José Ángel Llamas decidió apartarse de la fama y dejar su carrera de actor tras años de indudable éxito.

## Filmografía

### Telenovelas
| Año       | Título               | Personaje                                   |
| --------- | -------------------- | ------------------------------------------- |
| 1996-1997 | Nada personal        | Luis Mario Gómez                            |
| 1997-1998 | Demasiado corazón    | Luis Mario Gómez                            |
| 1998      | Tentaciones          | Gabriel Segovia Villegas                    |
| 1998-1999 | El amor de mi vida   | Daniel Suárez                               |
| 1999-2000 | Háblame de amor      | Raúl Antonio Xicoténcatl                    |
| 2001      | Cara o cruz          | Ismael Serrano                              |
| 2002      | Vivir así            |                                             |
| 2002-2003 | La venganza          | Luis Miguel Ariza                           |
| 2003-2004 | Amor descarado       | Pedro "Pelluco" Solís / Rodolfo Fuentemayor |
| 2005      | La ley del silencio  | Padre Javier Castro                         |
| 2005-2006 | Corazón partido      | Adrián Rincón                               |
| 2007      | Amor comprado        | Guillermo "Willy" Cantú de la Fuente        |
| 2008      | Vivir por ti         | Emiliano Carrasco                           |
| 2008-2009 | Alma indomable       | Juan Pablo Robles                           |
| 2009-2010 | Mujer comprada       | Miguel Ángel Díaz-Lozano                    |
| 2010-2011 | Prófugas del destino | José Luis Bermúdez / Sebastián Aguirre      |

### Series
- Lotería (2006)
- Buenos para nada (1998)

### Programas
- Protagonistas de la fama VIP (2004)
- Protagonistas de novela (2002)
- Domingo azteca (2000)